# Deinstallationsprogramm
Ein Deinstallationsprogramm, umgangssprachlich auch Uninstaller genannt, ist ein Programm, das ein bereits auf dem Rechner installiertes Programm deinstalliert.
Es geht darum, alle Dateien und Systemeinstellungen des Programms zu finden und zu löschen, dabei aber keine anderen Programme, Dateien oder Einstellungen zu beschädigen. Oft sind Deinstallationsprogramme in Programminstallationen bereits enthalten.

## Windows
Ein Deinstallationsprogramm sollte meist nicht nur Dateien von der Festplatte entfernen, sondern auch Einträge aus der Windows-Registry. Oft gelingt dies nicht vollständig, und es bleiben unnötige Einträge zurück. Userspezifische Einstellungen werden manchmal auch bewusst zurückgelassen, um z. B. für spätere Installationen wieder zur Verfügung zu stehen. Im Allgemeinen stören diese nicht entfernten Einträge aber nicht. Das größere Problem liegt in der exzessiven Verwendung von dynamischen Bibliotheken, die von mehreren Windows-Programmen genutzt werden; der Deinstallationsprozess darf also nur löschen, was nicht noch anderweitig benötigt wird.

## Modernere Betriebssysteme
In moderneren Betriebssystemen wird kein explizites Deinstallationsprogramm mehr benötigt, weil Paketmanager und Installationsdienste (z. B. der Windows Installer-Dienst) neben der Installation von Software auch deren Deinstallation durchführen können.

## Mac OS X
Der Paketmanager von Mac OS X verarbeitet „.pkg“-Dateien und „.mpkg“-Dateien, die die Installations-Archive beinhalten. Apple liefert jedoch kein Deinstallationsprogramm mit, obwohl das Paketverwaltungssystem eine solche vorsieht. Stattdessen kann man aber auch Programme anderer Hersteller zurückgreifen, wie etwa den Desinstaller oder den Uninstaller. In den meisten Fällen reicht es jedoch aus, das installierte Programm einfach zu löschen, d. h. in den Papierkorb zu ziehen.
Bei Mac OS X werden statt eines Registry-Konzepts die Programmeinstellungen als XML-Dateien in das benutzerspezifische Verzeichnis ~/Library/Preferences oder ~/Library/ApplicationSupport abgelegt. Diese Dateien existieren für jeden Benutzer, der das entsprechende Programm je verwendet hat, und müssen bei Bedarf manuell oder mit anderen Mitteln gelöscht werden.